# Euryplax nitida
Euryplax nitida är en kräftdjursart som beskrevs av William Stimpson 1859. Euryplax nitida ingår i släktet Euryplax och familjen Goneplacidae. Inga underarter finns listade i Catalogue of Life.